# Up on the House Top
Up on the House Top (укр. вгорі на даху будинку) — популярна різдвяна пісня, яку написав Бенджамін Хенбі в 1864 році. Цю пісню виконували багато співаків, вона вважається другою найстарішою світською різдвяною піснею, давніша тільки Jingle bells. Це також найстаріша різдвяна пісня, що зосереджується головним чином на Санта Клаусі. Більш того Хенбі перший запропонував ідею, що Санта та його сани приземляються на дахах будинків.

## Визначнікавер-версії
- The King Sisters

Бенджамін Хенбі.

- Елвін та бурундуки — Christmas with The Chipmunks (1961)
- Едді Арнольд (англ. Eddy Arnold) — Eddy Arnold Christmas Album (1962)
- The Jackson 5 — The Jackson 5 Christmas Album (1970)
- Семмі Кершоу (англ. Sammy Kershaw) — Christmas Time's A-Comin' (1994)
- Джиммі Баффет (англ. Jimmy Buffett) — Christmas Island (1996)
- Реба МакЕнтайр (англ. Reba McEntire) — The Secret of Giving: A Christmas Collection (2003)
- Кімберлі Лок (англ. Kimberley Locke) — Up on the House Top (2005)

— сингл Кімберлі Лок чотири тижні поспіль очолював рейтинг Adult Contemporary журналу Billboard
- Джордж Стрейт (англ. George Strait) — Fresh Cut Christmas (2006) та Classic Christmas (2008)
- Бредлі Джозеф — Classic Christmas (2008)
- Pomplamoose — телереклама Hyundai Elantra (2010)